# Malaquita (oficina de diseño)
La Oficina de Construcción de Máquinas Navales "Malaquita" (en ruso: Малахит Malajit) es una Oficina de Diseño sita en San Petersburgo especializada en el desarrollo de proyectos de submarinos. 

## Historia
Aunque creada en 1974 mediante la fusión de СКБ-143 y el ЦПБ «Волна» ("Ola"), (ЦКБ-16), su trabajos se remonta hasta 1948 cuando se fundó СКБ-143 para diseñar nuevas plantas de propulsión para submarinos. Algunos de sus primeros hitos son:
- 1948 - Creación de una oficina especial para el diseño de submarinos.
- 1952 - Inicio de los trabajos del primer submarino nuclear soviético.
- 1954 - Inicio de los trabajos del primer submarino armado con misiles balísticos.
- 1958 - Inicio de los trabajos del primer submarino de titanio.

En 2008 las empresas de construcción naval se reorganizaron y la oficina entró a formar parte de la Corporación de Astilleros Unidos (Объединённая судостроительная корпорация). Aunque nominalmente es una empresa comercial su único accionista es el Estado Ruso. Y depende directamente del Ministro de Defensa.

## Proyectos desarrollados
Ha desarrollado 17 proyectos de submarinos. De los que en total se han construido 110 submarinos, 84 de propulsión nuclear.
Algunos de sus desarrollos emblemáticos:
- Submarinos Proyecto 629 - submarinos diésel con misiles balísticos, y proporcionó la plataforma para las pruebas de los tipos básicos de SLBM soviéticos.
- Submarinos Proyecto 645 LMC "Ballena"  - el primer submarino nuclear soviético con reactor de metal líquido.
- Submarino Proyecto 661 "Árbol Upas"  - el submarino más rápido del mundo.
- Submarinos Proyecto 671 OTAN "Victor" - submarinos de ataque de segunda generación.
- Submarinos Proyecto 705 (K) "Lira" OTAN "Alfa" - la única serie de submarinos con reactores de metal líquido.
- Submarinos Proyecto 971 "Lucio-B" OTAN "Akula"  - submarinos modernos de tercera generación, la clase principal de submarino de ataque ruso entre los año 1990 a 2020.
- Submarinos Proyecto 885 "Ash" - el nuevo submarino nuclear de 4 ª generación.
- Submarinos Proyecto 1910 "Cachalote" - submarinos para propósitos especiales.

## Diseñadores
- Isanin, Nicholas Nikitich
- Kuteinikov, Anatoly V. - Jefe de Diseño y Jefe SPMBM "Malaquita" de 1992
- Langovoy, Vitaly Mijailovich
- Morozkin, Henadz
- Petrov, Anatoly B.
- Pyalov, Vdadimir N. - Jefe de Diseño y Jefe SPMBM "Malaquita" de 1998
- Farafontov, Yuri Ivanovich
- Chernyshev, George N.
- Shulzhenko, NF

## Curiosidades
En "Malaquita" comenzó su carrera como escritor y activista social, Gregory Demidovtsev.

### Citas
1. ↑  http://podlodka.info/content/view/646/238/ MBM "Malaquita», podlodka.info